# Яворец (връх)
Вижте пояснителната страница за други значения на Яворец.
Яворец е връх в Голема планина, част от Западна Стара планина. Разположен е над селата Бов и Лакатник. Висок е 1348,1 m.
Ежегодно, в последната събота на месец януари, местните традиции включват изкачване на върха, палене на огньове и разливане на вино. Традицията датира от 1964 г, когато четирима планинари от Лакатник преборват дълбоките снежни преспи към върха, след което се отправят към току-що построената тогава хижа „Тръстеная“. Оттогава насам всяка година местната планинарска общност организира провеждането на зимен туристически събор на върха.